# Luis de Zúñiga y Requesens

Luis de Requesens, in Johannes Gysius (±1583-1652): Oorspronck ende voortgang der Nederlantſcher beroerten, 1616

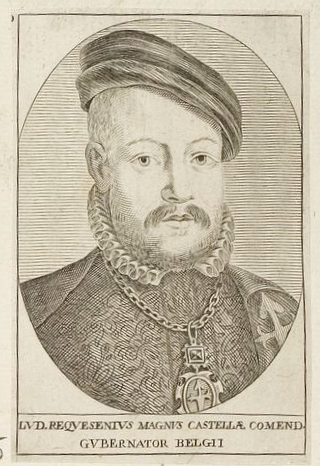
Luis de Zúñiga y Requesens

Luis de Zúñiga y Requesens (of Luis de Requesens y Zúñiga (Barcelona, 25 augustus 1528 – Brussel, 5 maart 1576) was een Spaans legeraanvoerder en landvoogd van de Habsburgse Nederlanden ten tijde van de Tachtigjarige Oorlog. Behalve landvoogd van de Nederlanden was hij Ridder van het Gulden Vlies, gouverneur van Milaan, groot-commandeur van Castilië en commandeur van Malta.

## Leven
Don Luis de Requesens werd geboren in Barcelona. Hij volgde eind 1573 de hertog van Alva op als landvoogd van de Nederlanden, nadat die een aantal nederlagen tegen de opstandelingen had geleden. Op 18 november kwam Requesens aan in Brussel en op 29 november nam hij de landvoogdij over. Anders dan zijn voorganger was hij meer politicus dan veldheer. Alva en Granvelle bestookten hem met advies, maar hij richtte zich vooral op de instructies van koning Filips II van Spanje, die tot mildheid maande. De schatkist was bijna leeg en de opstand moest stoppen. Requesens had enige vrijheid in de keuze van pacificerende maatregelen, maar hij moest Willem van Oranje en zijn naaste getrouwen zo snel mogelijk elimineren. Ook dwong de orangistische veldtocht van 1574 hem tot nieuwe strijd. De Slag op de Mookerheide was een Spaans succes en het Beleg van Leiden werd op 25 mei hervat, maar op zee toonden de geuzen zich in de Slag bij Lillo oppermachtig en het hertogdom Brabant werd bedreigd.
Vanuit zijn hoofdkwartier in Antwerpen begon Requesens met het nemen van de maatregelen waarvan gedacht werd dat ze een einde zouden maken aan de opstand in Holland en Zeeland, of minstens de loyale gewesten aan boord zouden houden en tot nieuwe bijdragen bewegen. Hij riep de Staten-Generaal bijeen in Brussel, maar deze toonden zich afkerig van de gevraagde belastingen. Op 6 juni 1574 kondigde hij op het Stadhuis van Antwerpen een Generaal Pardon af voor alle opstandelingen die hun ketterij opgaven, met uitzondering van de Prins van Oranje en diens voornaamste aanhangers. De volgende dag schafte hij de Tiende Penning en de Raad van Beroerten af en op 9 juni liet hij het standbeeld van Alva wegvoeren. Het gunstige effect op de bevolking ging enigszins verloren doordat hij muitende troepen in Antwerpen liet, die zich misdroegen.
Eind 1574 startte Requesens de Vredesonderhandelingen van Breda. Toen die mislukten, greep hij hard in en veroverde hij steden als Oudewater en Zierikzee.
In 1575 bepaalde hij dat het nieuwe jaar voortaan officieel op 1 januari begon. Voordien werden verschillende jaarstijlen naast elkaar gebruikt. Daarbij begon het jaar bijvoorbeeld op Kerstmis of Pasen.
Hij overleed onverwachts te Brussel zonder een opvolger te hebben aangewezen. Na zijn overlijden werden de Staten-Generaal bijeengeroepen en sloten ze de zogenaamde Pacificatie van Gent. Alleen iemand die die Pacificatie onderschreef, mocht van de Staten Requesens opvolgen. Dat werd uiteindelijk Don Juan van Oostenrijk, door Filips II aangewezen.

## Naam
Zijn ouders waren Juan de Zúñiga y Avellaneda en Estefanía de Requesens. Zijn ouders besloten dat de naam van de moeder de eerste achternaam van hun kinderen zou zijn. Vandaar dat de legeraanvoerder veelal bekend is met de achternamen in omgekeerde volgorde, als Luis de Requesens y Zúñiga, kortweg Requesens.

## Voorouders
| Voorouders van Luis de Zúñiga y Requesens (1528-1576) | Voorouders van Luis de Zúñiga y Requesens (1528-1576)                        | Voorouders van Luis de Zúñiga y Requesens (1528-1576)                        | Voorouders van Luis de Zúñiga y Requesens (1528-1576)                        | Voorouders van Luis de Zúñiga y Requesens (1528-1576)                        | Voorouders van Luis de Zúñiga y Requesens (1528-1576)                                          | Voorouders van Luis de Zúñiga y Requesens (1528-1576)                                          | Voorouders van Luis de Zúñiga y Requesens (1528-1576)                                          | Voorouders van Luis de Zúñiga y Requesens (1528-1576)                                          |
| ----------------------------------------------------- | ---------------------------------------------------------------------------- | ---------------------------------------------------------------------------- | ---------------------------------------------------------------------------- | ---------------------------------------------------------------------------- | ---------------------------------------------------------------------------------------------- | ---------------------------------------------------------------------------------------------- | ---------------------------------------------------------------------------------------------- | ---------------------------------------------------------------------------------------------- |
| Overgrootouders                                       | ? (-) ∞ ? (-)                                                                | ? (-) ∞ ? (-)                                                                | Pedro de Bazán (-) ∞ [? (-)                                                  | Pedro de Bazán (-) ∞ [? (-)                                                  | Galceran de Requesens y Santacoloma (-1465) ∞ Elisabet Joan Dessoler (-)                       | Galceran de Requesens y Santacoloma (-1465) ∞ Elisabet Joan Dessoler (-)                       | Joan Roís de Liori (-) ∞ Beatriu de Montcada i de Vilaragut (-)                                | Joan Roís de Liori (-) ∞ Beatriu de Montcada i de Vilaragut (-)                                |
| Grootouders                                           | Francisco de Zúñiga y Avellaneda (-) ∞ María de Bazán y Ulloa (-)            | Francisco de Zúñiga y Avellaneda (-) ∞ María de Bazán y Ulloa (-)            | Francisco de Zúñiga y Avellaneda (-) ∞ María de Bazán y Ulloa (-)            | Francisco de Zúñiga y Avellaneda (-) ∞ María de Bazán y Ulloa (-)            | Lluís de Requesens i Joan de Soler (1436-1509) ∞ Hipólita Roís de Liori y Montcada (1479–1546) | Lluís de Requesens i Joan de Soler (1436-1509) ∞ Hipólita Roís de Liori y Montcada (1479–1546) | Lluís de Requesens i Joan de Soler (1436-1509) ∞ Hipólita Roís de Liori y Montcada (1479–1546) | Lluís de Requesens i Joan de Soler (1436-1509) ∞ Hipólita Roís de Liori y Montcada (1479–1546) |
| Ouders                                                | Juan de Zúñiga y Avellaneda (1507–1582) ∞ Estefanía de Requesens (1504-1549) | Juan de Zúñiga y Avellaneda (1507–1582) ∞ Estefanía de Requesens (1504-1549) | Juan de Zúñiga y Avellaneda (1507–1582) ∞ Estefanía de Requesens (1504-1549) | Juan de Zúñiga y Avellaneda (1507–1582) ∞ Estefanía de Requesens (1504-1549) | Juan de Zúñiga y Avellaneda (1507–1582) ∞ Estefanía de Requesens (1504-1549)                   | Juan de Zúñiga y Avellaneda (1507–1582) ∞ Estefanía de Requesens (1504-1549)                   | Juan de Zúñiga y Avellaneda (1507–1582) ∞ Estefanía de Requesens (1504-1549)                   | Juan de Zúñiga y Avellaneda (1507–1582) ∞ Estefanía de Requesens (1504-1549)                   |

## Referentie
1. ↑  Pieter Serrien, In opstand! Geuzen in de Lage Landen, 1565-1578, 2022, p. 412. ISBN 9789464103182
2. ↑  René van Stipriaan, De zwijger. Het leven van Willem van Oranje, 2021, p. 427.
3. ↑  Pieter Serrien, In opstand! Geuzen in de Lage Landen, 1565-1578, 2022, p. 417, 423. ISBN 9789464103182
4. ↑  De sectie Voorouders of een eerdere versie ervan is een (gedeeltelijke) vertaling van het artikel Luis de Requesens op de Spaanstalige Wikipedia, dat onder de licentie Creative Commons Naamsvermelding/Gelijk delen valt. Zie de bewerkingsgeschiedenis aldaar.